# CORDIS
 (juillet 2021).
Si vous disposez d'ouvrages ou d'articles de référence ou si vous connaissez des sites web de qualité traitant du thème abordé ici, merci de compléter l'article en donnant les références utiles à sa vérifiabilité et en les liant à la section « Notes et références ».
CORDIS (en anglais : Community Research and Development Information Service) est la principale source de résultats de la Commission européenne des projets financés par les programmes‑cadres de l’UE pour la recherche et l’innovation. 
CORDIS est géré par l’Office des publications de l’Union européenne au nom de la Direction générale pour la recherche et l’innovation de la Commission européenne. Il est installé à Luxembourg.

## Qu’est‑ce que l’on trouve sur le site web de CORDIS?
CORDIS possède des archives publiques abondantes et structurées contenant toutes les informations des projets gardées par la Commission européenne, notamment les fiches projet, les participants, les rapports, les livrables et les liens vers les publications libres d’accès.
CORDIS produit également sa propre gamme de publications et d’articles. Les versions imprimées sont en anglais, tandis que les versions Web sont également disponibles en français, allemand, italien, polonais et espagnol.

## Objectifs
Les principaux objectifs de CORDIS sont les suivants :
1. faciliter la participation aux activités de recherche communautaire ;
2. améliorer l’exploitation des résultats de la recherche, tout en se concentrant sur les secteurs essentiels à la compétitivité de l’Europe ;
3. promouvoir le partage du savoir-faire afin de stimuler les capacités d’innovation des entreprises, notamment à travers la publication des résultats de la recherche financée par l’Union européenne et menée au titre de programmes-cadres consécutifs, ainsi que l’adoption par l’entreprise des nouvelles technologies.